# Šembije
Šembije este o localitate din comuna Ilirska Bistrica, Slovenia, cu o populație de 209 locuitori.